# Sláva Štochl
Jaroslav „Sláva“ Štochl (12. ledna 1913 Praha – 28. prosince 1990 Praha) byl český fotograf.

## Život a tvorba
Jeho otec, Antonín Štochl, byl ředitelem v nakladatelství A. Svěceného, starostou v Košířích a za druhé světové války zahynul ve věznici v německém Magdeburgu. Slávův starší bratr Miroslav (Mirek) byl atlet, vodák a lyžař. Oba bratři byli spolu mistry republiky v párových kanoích (K-2). Také byli amatérskými motocyklisty, volejbalisty a boxery. Mirek zemřel v roce 1943 na jejich chatě v chatové osadě Na Královské, na břehu Vltavy nad Svatojánskými proudy, kde jej ubodal obdivovatel jeho dívky.
Sláva byl úředníkem Dělnické úrazové pojišťovny, ale zajímalo jej hlavně fotografování a to se stalo později i jeho povoláním. Začínal fotografováním sportu. Ve svých sedmnácti letech dosáhl prvního úspěchu, když jeho snímky otiskl sportovní týdeník Star, pro který pak fotografoval sportovní reportáže. Spolupracoval s časopisem Mladý hlasatel a byl jeho stálým fotoreportérem.  V VI. ročníku byla většina fotografií na titulním listě Štochlovým dílem. Také vytvářel reportáže z her a sportovních akcí členů klubů Mladého hlasatele. Rovněž byl autorem cyklu "Kam do učení?" publikovaného v Mladém hlasateli také v VI. ročníku (1940/41). Později za války publikoval své fotografie v časopise "Správný kluk".
V květnu 1945 dokumentoval Pražské povstání. Po válce se věnoval fotografování přírody, zejména ryb, a myslivecké tematiky.. Fotografoval také pro časopis Vpřed, mimo jiné zde publikoval obrázkové seriály ze života zvířat.
Oženil se těsně před válkou a měl s manželkou Mášou jednu dceru.

## Publikace (výběr)
- ŠTOCHL, Sláva. Dravci peřejí. Praha: Orbis, 1950.
- ŠTOCHL, Sláva. Dravci tůní. Praha: Orbis, 1953.
- ŠTOCHL, Sláva. Lovcem živé krásy. Praha: Panorama, 1978.
- ŠTOCHL, Sláva, Rybářův den. Praha. Artia 1981